# Embarrass (Wisconsin)
Embarrass – wieś w Stanach Zjednoczonych, w stanie Wisconsin, w hrabstwie Waupaca.